# Castoraeschna margarethae
Castoraeschna margarethae – gatunek ważki z rodziny żagnicowatych (Aeshnidae). Występuje na terenie Ameryki Południowej.